# Nadvojvotkinja Eleonora Austrijska
Nadvojvotkinja Eleonora Austrijska (njem. Erzherzogin Eleonora von Österreich; Pula, 28. studenoga 1886. - ?, 26. svibnja 1974.), najstarija kći nadvojvode Karla Stjepana i nadvojvotkinje Marije Terezije, princeze Toskane. Udala se za Alfonsa von Klossa 9. siječnja 1913. u Saybuschu u Poljskoj.
Pripadala je Habsburško-lorenskoj kući. Krštena je kao Eleonora Marija Imakulata Kristina Josipa Sostenzija (njem. Eleonora Maria Immakulata Christina Josepha Sosthenesia). Nosila je titulu vojvotkinje Austrije (njem. Erzherzogin von Österreich), odnosno u razgovornom stilu, NJ. Ces. i Kr. Vis. vojvotkinje Austrije. Udajom je promijenila prezime u von Kloss.